# فیلیپ هینشبرگر
فیلیپ هینشبرگر (انگلیسی: Philippe Hinschberger؛ زادهٔ ۱۹ نوامبر ۱۹۵۹) بازیکن فوتبال اهل فرانسه است.
از باشگاه‌هایی که در آن بازی کرده‌است می‌توان به باشگاه فوتبال متس اشاره کرد.